# Évangile du Pseudo-Matthieu
L’Évangile du Pseudo-Matthieu ou l’Évangile de l'enfance du Pseudo-Matthieu appelé aussi Livre de la naissance de la bienheureuse Vierge Marie et de l’enfance du Sauveur, est un écrit apocryphe chrétien dont la datation est incertaine, à situer entre le premier quart du VIIe siècle et la fin du VIIIe siècle. Il traite de la naissance et de l'enfance de Marie avec ses parents Anne et Joachim, puis de la naissance de Jésus et de la fuite en Égypte.
Il fait partie des nombreux récits de l'enfance du Christ qui existent depuis le IIe siècle, et s'inspire du Protévangile de Jacques. Il a connu différents remaniements, dont le Livre de la nativité de Marie et la Compilation J.

## Titre
Dans les manuscrits, elle est reprises sous différents noms comme De nativitate (sanctae) Mariae (virgnis) ou de Liber de nativitate (beatae) Mariae et infancia Salvatoris.
Le titre usuel de l'ouvrage est dû au théologien allemand Constantin von Tischendorf qui a cru erronément que l'évangile selon Matthieu faisait partie  du texte original, se basant sur l'échange épistolaire fictif figurant en prologue de l'une des recensions tardive du texte, entre les évêques Chromace d'Aquilée et Héliodore d'Altino avec Jérôme de Stridon et dans laquelle cette composition est présenté comme une traduction latine de cet évangile. Par soucis de commodité, c'est ce nom qui est resté dans l'usage.

## Datation et milieu d'origine

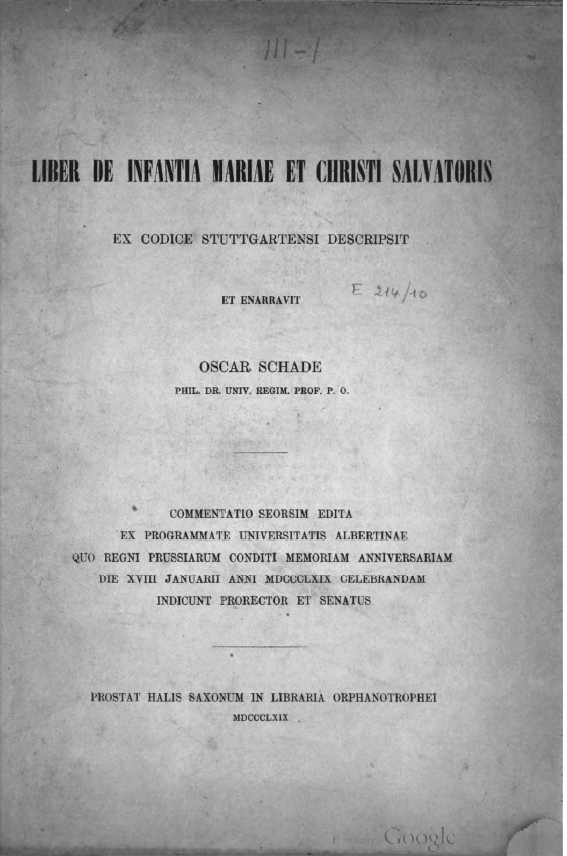
Liber de infantia Mariae et Christi Salvatoris, 1869

La datation est encore l'objet de discussions mais dans une fourchette large la composition du texte est probablement à situer entre le premier quart du VIIe siècle et la fin du VIIIe siècle, voire le début du IXe siècle, vraisemblablement dans le second quart du VIIe siècle. Divers éléments suggèrent que le livre est produit dans les milieux monastiques, à l'époque où ceux-ci connaissent leur essor en Occident, probablement par un moine de l'Occident latinophone séduit par le récit du Protévangile et son potentiel pour rendre hommage à Marie comme modèle de vierge embrassant l'idéal monastique.

## Contenu
Remaniement en latin de plusieurs textes originaux indépendants, le Pseudo-Matthieu est essentiellement composé d'une version révisée, adaptée et amplifiée du Protévangile de Jacques, texte grec qui devait constituer sa version d'origine (chapitres 1 à 17). Celle-ci a été enrichie postérieurement d'une version de l'évangile de l'enfance selon Thomas et c'est sous cette forme qu'il a été largement diffusé au Moyen Âge, gagnant une influence considérable au point qu'il est intégré dans la Légende dorée.

## Recensions
Il existe en plusieurs recensions différentes, elles-mêmes disponibles en sous-recensions :
- La recension originelle. Cette recension est reprise dans la compilation J, de manière assez éloignée, mais nous n'avons pas de témoins textuels directs. Elle dispose d'un prologue mettant le texte sous l'autorité de Jacques le Mineur, frère de Jésus, et s'inspirant du Protévangile de Jacques. Elle daterait de la fin du VIe siècle, ou du début du VIIe siècle.
- La recension A, située au VIIIe siècle, avant le dernier quart. Elle comprend une lettre fictive de Jérôme à Chromace d'Aquilée et Héliodore d'Altino en guise de prologue, remplaçant le prologue sur Jacques. Hormis des corrections grammaticales, elle reste proche de l'originale (reconstruit à partir de la compilation J).
- La recension P, de la même époque que A. Elle s'éloigne plus volontiers de l'originale, en ajoutant des précisions et compléments. En outre, elle tend à remplacer pour les citations bibliques le texte de la Vieille Latine Italienne par celui de la Vulgate. En revanche, elle conserve le prologue originel mettant le texte sous l'autorité de Jacques.
- La recension Q, dérivée de P, datée du XIe siècle. Elle remplace le prologue relatif à Jacques par la correspondance de Jérôme (extrait de la recension A). Elle finit de remplacer le texte de la Vieille Latine italienne par celui de la Vulgate, et ajoute un passage relatif au triple mariage de Anne, la mère de Marie. Par ailleurs, tous les manuscrits de cette recension font suivre immédiatement le texte par l'Évangile du Pseudo-Thomas, sans insérer de titre entre les deux (à l'exception d'un manuscrit). Cependant différents indices laissent penser que l'auteur de cette recension distinguait encore l'Évangile du Pseudo-Matthieu de l'Évangile du Pseudo-Thomas.
- La recension R, datant de 1200 environ et basée sur Q. Elle contient des réécritures stylistiques mais aussi narratives. L'auteur intercale également dans le texte des extraits d'autres apocryphes : le Livre de la nativité de Marie et l'Évangile du Pseudo-Thomas.

## Postérité
L'Évangile du Pseudo-Matthieu a apporté de nombreuses traditions comme l'âne et le bœuf dans la crèche, mais aussi le récit de prodiges survenus lors de la Fuite en Égypte et notamment celui du palmier :
"Penche-toi, arbre, et nourris ma mère de tes fruits ! " (chap. 20)
Le thème de la station de Marie sous un palmier se trouve également dans le Coran à la Sourate XIX, Marie, v.23.